# Dentobunus magnificus
Dentobunus magnificus is een hooiwagen uit de familie Sclerosomatidae.